# Syrrhoites pusillus
Syrrhoites pusillus är en kräftdjursart som beskrevs av Enequist 1950. Syrrhoites pusillus ingår i släktet Syrrhoites och familjen Synopiidae. Arten är reproducerande i Sverige. Inga underarter finns listade i Catalogue of Life.